# Nick Becker
Pour les articles homonymes, voir Becker.
Nick Becker, né le 30 juillet 1968 à Fullerton (Californie), est un joueur de volley-ball américain. Il est le frère de Carolyn Becker.

## Carrière
Nick Becker participe aux Jeux olympiques de 1992 à Barcelone et remporte la médaille de bronze avec l'équipe américaine.